# Reinhard Schneider (Regisseur)
Reinhard Schneider (* 1952 in Gelsenkirchen) ist ein deutscher Autor und Regisseur von Dokumentarfilmen und Hörfunkfeatures.

## Leben
Reinhard Schneider ist gelernter Werkzeugmacher und Magister der Theaterwissenschaft. Seit 1983 arbeitet er als Autor und Regisseur von Hörfunkfeatures für verschiedene öffentlich-rechtliche Rundfunkanstalten. Seit 1991 produziert er auch Dokumentarfilme und Fernsehfeatures. Reinhard Schneider ist Mitglied der Arbeitsgemeinschaft Dokumentarfilm und lebt seit 1976 in Berlin.

## Auszeichnungen
- Prix Italia 2001 für das Hörfunkfeature Mein Sohn, der Nazi, Produktion SFB / WDR 2001.
- Deutscher Sozialpreis 2003 für den ARD-Dreiteiler Familienkrieg 2002.
- Ernst Schneider IHK Medienpreis 2004 für das Hörfunkfeature Countdown für die Ewigkeit – Atommüll als Kommunikationsproblem Produktion RBB / DLF / SR / WDR 2003.
- Deutscher Sozialpreis 2008 für das Hörfunkfeature Der Abstieg, Produktion RBB / DLR / WDR 2007.
- Civis – Europas Medienpreis für Integration 2018 – Europäischer CIVIS Radiopreis für deutschsprachige Programme für Neun Stockwerke neues Deutschland (WDR 5 Dok 5 / ARD-Radiofeature)[1]

## Werke

### Filme
- 1986: Der Auftritt – 35mm Kurzfilm in schwarz/weiß, Produktion: Produktion: Michael Muschner Tigerfilm.
- 1991: Auf den Spuren einer Wunderwaffe – Peenemünde und die Entwicklung der V2, im Auftrag der Deutschen Welle.
- 1993: Eisenhüttenstadt – Vom Scheitern einer Utopie, im Auftrag der Deutschen Welle.
- 1994: Requiem auf eine Zeche – Über die Schließung einer Zeche im Ruhrgebiet, im Auftrag des WDR und der Deutschen Welle.
- 1995: Am Ende angekommen – Zwei Atomkraftwerke werden demontiert, im Auftrag der Deutschen Welle.
- 1995: Geteiltes Paradies – Fürst Pückler und sein Park an der deutsch-polnischen Grenze, im Auftrag der Deutschen Welle.
- 1996: 10 Jahre danach – Tschernobyl, im Auftrag des NDR und ORB.
- 1996: Verrat – Im Nebenberuf Spion, im Auftrag des WDR und der Deutschen Welle.
- 1997: Countdown für die Ewigkeit – Atommüll als Kommunikationsproblem, im Auftrag des SFB.
- 2000: Das Prometheusprinzip – Die geheimnisvolle Kraft, im Auftrag der Deutschen Welle.
- 2002: Currywurst & Pommes – Auf den Spuren eines Erfolgrezeptes, im Auftrag des SFB.
- 2002: Familienkrieg – Teil 1: Mein Sohn, der Nazi, Teil 2: Entzugserscheinungen, Teil 3: HassLiebe, im Auftrag von Radio Bremen/ARD.
- 2003: Überleben im Versteck – Versteckte Juden in Berlin während der NS-Zeit, im Auftrag des SFB.
- 2004: Tödliche Leidenschaften – Unfallforschung jenseits von Airbag und Knautschzone, im Auftrag des ORB.
- 2007: Überleben am Rande – Von Tagelöhnern, Pfandflaschensammlern und …, im Auftrag des rbb.
- 2008: Pedaltreten hat Konjunktur – Fahrradstadt Berlin, im Auftrag des rbb.
- 2009: 1000 Jahre Knast – Gefängnisstadt Tegel, im Auftrag des rbb.
- 2010: Das Alter ändert sich jeden Tag – Wenn Menschen in die Jahre kommen, im Auftrag des rbb.
- 2015: Wettstreit in Stein und Beton – Bauen im geteilten Berlin, im Auftrag des rbb.

### Hörfunkfeatures
- 1984: Aus Liebe zum Film – Filmvorführer in Berliner „Off-Kinos“, Rias Berlin.
- 1987: Basalt – Experimentelles Originaltonhörspiel über die Arbeiter in einem Steinbruch, im Auftrag der Hörspielabteilung des Hessischen Rundfunks.
- 1987: Unterwegs – Tour mit einem Fernfahrer von Berlin nach Italien und zurück, SFB.
- 1988: Die Kunst des Klavierspiels – Ein Pianist bereitet sich auf einen Konzertauftritt vor, RIAS-Berlin.
- 1988: Kennen Sie den Mann am Klavier? – Porträt von drei „Alleinunterhaltern“ in Berliner Kneipen, SFB.
- 1989: Ruhrgebiet – Porträt einer Region und ihrer Menschen, SFB.
- 1990: Wenn so ein Stein auseinanderbricht, dann geht mir das ans Herz – Porträt eines sogenannten Steinrichters in Hessen, SFB.
- 1991: Unter Tage – Bergleute im Ruhrgebiet und ihre Geschichten, SFB/NDR/SR.
- 1992: Der fliegende Teppich – die Konstruktion einer Jahrmarktattraktion, SFB.
- 1992: Maschine, Mensch und Fließbandtakt – Über eine neue Form der Arbeitsorganisation bei Opel in Bochum SFB/WDR.
- 1992: V 2 – Die Geschichte einer Waffe, SFB/SR.
- 1994: Detektive, SFB.
- 1996: Auf Montage – Porträt der Arbeiter einer Straßenbaustelle, die für Monate auf Montage sind, SFB/WDR.
- 1999: Das Mädchen und der Bomberpilot – Geschichte aus dem Zweiten Weltkrieg über ein Mädchen, das in der Nähe eines Hauptbomberziels wohnte und über den englischen Bomberpiloten, der das Ziel bombardierte, SFB.
- 2000: Wir verschwenden uns zu Tode – Bestandsaufnahme über den Umgang mit den Energieressourcen in Deutschland, NDR/Radio Bremen.
- 2001: Mein Sohn, der Nazi – Porträt einer Familie in Niederbayern, SFB/WDR.
- 2003: Countdown für die Ewigkeit – Atommüll als Kommunikationsproblem, rbb/DLF/WDR.
- 2005: Einsteins Kopf – Die Suche nach der außerordentlichen Begabung, rbb/NDR/SR.
- 2006: Tschernobyl – Erinnerungen an eine Katastrophe, rbb/NDR/SR.
- 2007: Der Abstieg – Ein Facharbeiter auf dem Weg nach unten, rbb/WDR/DLF-Kultur.
- 2008: Rheinsberg – Eine Gemeinde sucht einen Weg, rbb.
- 2010: Neun Stockwerke Deutschland – Ein Hochhaus in Gladbeck, WDR/rbb.
- 2010: Die Roboter kommen und der Mensch steht Modell – Humanoiden und künstliche Intelligenz, WDR/rbb/SR.
- 2012: Manchmal könnte ich schreien – Wenn Eltern ihre Kinder brauchen, Deutschlandradio Kultur/rbb.
- 2013: Alleinsein, rbb/NDR/WDR.
- 2015: Die Zeit, die noch bleibt – Auf einer Palliativstation in Heidelberg, SWR/WDR.
- 2015: Wettstreit in Stein und Beton – Bauen im geteilten Berlin, rbb.
- 2017: Neun Stockwerke neues Deutschland – Ein Hochhaus in Gladbeck, WDR/ARD.
- 2020: Innenansichten einer Partei - Ein AfD Kreisverband im Ruhrgebiet, WDR.
- 2023: Burnout - Requiem auf die deutsche Atomkraft, WDR.